# Barbara Schaffner
Barbara Schaffner (Zurigo, 28 luglio 1968) è una politica svizzera del Partito Verde Liberale (PVL). Dal 2019 è membro del Consiglio nazionale per il Canton Zurigo.

## Biografia
Da maggio 2011 a novembre 2019 è stata membro del Gran Consiglio del Canton Zurigo, mentre dal 2018 è sindaca di Otelfingen.
Presentatasi alle elezioni federali del 2019, venne eletta Consigliera nazionale per il Canton Zurigo con 54 846 voti, trentaduesima tra i candidati eletti più votati del cantone. Alle elezioni federali del 2023 venne confermata risultando la trentunesima più votata con 55 193 preferenze.